# Haplochromis sp. 'rainbow sheller'
Haplochromis sp. nov. 'rainbow sheller' là một loài cá thuộc họ Cichlidae. Nó được tìm thấy ở Kenya và Tanzania.